# Момо Капор
Момчило Капор (Сарајево, 8. април 1937 — Београд, 3. март 2010) био је српски сликар, књижевник, новинар, члан Сената Републике Српске и Академије наука и уметности Републике Српске.

## Биографија
Рођен је у Сарајеву 1937. године од мајке Бојане Капор (девојачко Велимировић) и оца Гојка Капора, његов стриц је био Чедо Капор. Капори су пореклом из села Мириловићи код Билеће. Отац Гојко Капор је радио као финансијски стручњак у Сарајеву, где је срео своју будућу супругу. Заробљен на почетку рата као резервни официр краљеве војске, одведен је у Нирнберг, где је провео пуне четири године. 13. априла 1941. за време бомбардовања Сарајева пала је бомба на стару турску кућу у којој су се склонили Момова мајка Бојана, Капорова бака и мали Момо. Сви су погинули осим Мома, кога је мајка заштитила легавши преко њега. О мајци је Капор знао врло мало, зато што се о њој ретко говорило у породици, вероватно због жеље најближих да дете заштите, не обнављајући му сећање на преживљени ужас и не продубљујући додатну трауму коју је носио у себи. Ратне године Момо проводи у Сарајеву код бакине сестре Јање Барош, а отац га годину дана по завршетку рата доводи у Београд.
По матурирању Капор се одлучује за студије сликарства. Дипломирао је сликарство 1961. године на београдској Академији ликовних уметности у класи професора Недељка Гвозденовића са просечном оценом 9,9. У време дипломирања на Академији упознаје гимназијалку Ану Пјеротић, касније студенткињу психологије. Момо и Ана су се венчали 1964. и из овог брака родиле су се кћерке Ана Капор (1964) и Јелена Капор (1968). О том времену Ана Пјеротић каже: „Писао је лако, са радошћу. Своје прве текстове написао је на писаћој машини Адлер коју сам му поклонила за рођендан, и на којој сам, касније, прекуцала већину његових текстова. Имао је потребу да прича о ономе што пише. Нас три смо биле његова прва публика. То су биле његове прве књижевне вечери“.
Велику популарност код публике Момо Капор стиче кроз текстове Белешке једне Ане, које излазе у часопису „Базар“. Године 1972. Белешке једне Ане излазе и као књига, у издању „Оекономика Београд, Београдско издавачко-графички завод“. Капора као писца открио је Златко Црнковић, уредник познате загребачке библиотеке „Хит“. Тако су у издању „Знање Загреб“ (библиотека Хит) изашли бестселери: И друге приче (1973), Фолиранти (1974), Белешке једне Ане (1975), Провинцијалац (1976), Ада (1977), Зое (1978), Од седам до три (1980), Уна (1981). Капор постаје један од заштитних знакова ове едиције. Поред великог броја наслова, романа и збирки прича, аутор је и великог броја документарних филмова и телевизијских емисија, а по његовим сценаријима снимљено је неколико дугометражних филмова (Бадеми с ону страну смрти, Банкет, Валтер брани Сарајево, Џоли џокеј, Крај викенда). Романи Уна и Књига жалби доживели су екранизацију. Године 1982. излази књига Онда, а затим следе Сентиментално васпитање (1983), Књига жалби (1984), 011 (1988). Године 1988. Момо Капор се разводи од Ане Пјеротић и исте године се венчава са Љиљаном Тодоровић. Године 1989. излази Исток-Запад, а 1991. Хало Београд. Године 1992. излази Зелена чоја Монтенегра, а 1995. Леро краљ лептира. Стваралаштво Мома Капора може да се прати кроз нове наслове, међу којима се издвајају A Guide to the Serbian Mentality (2006), Драги наши (2007), Исповести (2008), The Magic of Belgrade (2008). Последња књига Како постати писац објављена је 2010. године у издању Српске књижевне задруге.
Превођен је на француски, руски, немачки, пољски, чешки, бугарски, мађарски, словеначки и шведски језик.
Добрица Ћосић у својој књизи Пријатељи, на страницама 276 и 277 овако описује детињство и младост Мома Капора, на основу разговора који је са њим водио новембра 2002. године: „Тринаестог априла 1941. Немци су бомбардовали Сарајево и погодили зграду испод Требевића у којој се била склонила Момчилова мајка са четворогодишњим синчићем. У срушеној кући сви су били мртви. Момова мајка је својим телом спасла сина. Дечак се некако извукао из рушевина, закукао, па занемео над ужасом, не знајући куда ће. Нашао га је неки Рус, емигрант, лекар, сажалио се на њега и повео га у свој стан. Присвојио га је, није имао деце. Неговао га је, волео, затрпавао играчкама да заборави мајку и у белом мерцедесу га возио по Сарајеву. Дечко је знао да му је име Момчило, презиме није знао. Презиме му је дао добар човек Рус, крстио га је Момчило Херцеговац. После годину дана живота код доброг човека, Момчило Херцеговац се разболео од шарлаха, па га је спаситељ однео у сарајевску болницу. Ту га је пронашла мајчина тетка кога га је годину дана тражила по Сарајеву, обавештена од неког да је „једно дете изашло из срушене куће, одакле га је неки човек повео са собом“. Када је прездравио од шарлаха, баба га је одвела у своју кућу и бринула се о њему. За Момчила Херцеговца бринуо је и Рус, који се придружио власовцима — сарадницима Немаца, често га посећујући с поклонима. Отац, који је по повратку из заробљеништва, као банкарски стручњак, постављен за начелника у Министарству спољних послова у Београду, због патриотске савести и одговорности тек годину дана после рата дошао је у Сарајево да види сина. Према сину се односио патријархално строго и све до смрти био је незадовољан што му се син посветио сликарству и књижевности, социјалној и животној неизвесности“.
Ипак, на основу извора Валерије Јанићијевић, која је приредила до сада најпотпунију биографију Мома Капора, објављену у оквиру зборника Приповедач урбане меланхолије, ово сећање Добрице Ћосића није сасвим тачно. Мома су после бомбардовања, по сећању његовог ујака Славка Лучића, спасилачке екипе одвеле у болницу и раздвојиле од ујака који је био са њим. У том тренутку Мома је преузео поменути Рус, који га је већ кроз неколико дана предао тетки - Јањи Барош. Истинитост ове верзије потврђена је и са неколико Капорових интервјуа, као и са његовом књигом Исповести.
Момо Капор је био члан Сената Републике Српске и Академије наука и уметности Републике Српске од 1996. године. Последњих година живота био је редовни колумниста франкфуртских Вести.
Умро је у Београду, 3. марта 2010. године на Војномедицинској академији, од последица рака грла. Сахрањен је у Алеји заслужних грађана на Новом гробљу у Београду.

## Приватни живот
У Београду је живео у Небојшиној 18 где је 7. септембра 2013. постављена спомен-плоча.
Капор је сматрао да је гађење над сопственим народом врста издаје.

## Наслеђе

### Фонд „Момо Капор“
Његове кћерке Ана и Јелена Капор основале су Фонд Момо Капор јуна 2010. године. Ана Капор (1964) је сликарка.
У организацији Учитељског Факултета из Београда и уз подршку Фонда „Момо Капор“ одржан је први научни скуп у Београду посвећен делу Моме Капора, на тему „Књижевно дело Моме Капора у контексту српске (омладинске) књижевности“. Први део скупа одржан је у Београду 20. маја 2011. а други део 24. маја у Резиденцији Амбасаде Републике Србије у Риму.
Зборник радова са овог скупа, под насловом Приповедач урбане меланхолије, Књижевно дело Моме Капора издат је маја 2012. као трећа књига едиције „Поетика српске књижевности за децу и младе“. У оквиру зборника објављени су радови Александра Јовановића, Ивана Негришорца, Марка Недића, Драгана Хамовића, Валентине Хамовић, Зоране Опачић, Слађане Јаћимовић, Јована Љуштановића, Милана Алексића, Милице Радовић Тешић, Александра Милановића, Петра Пијановића, Љиљане Ж. Пешикан Љуштановић, Миливоја Млађеновића, Слободана Владушића, Персиде Лазаревић ди Ђакомо, Светлане Шеатовић Димитријевић, Александре Угреновић, Зорице Турјачанин, Светозара Кољевића, Владимира Кецмановића. Биографију приредила Валерија Јанићијевић, а библиографију Здравка Радуловић.
Књига је представљена 29. маја 2012. у малој сали Задужбине Илије М. Коларца. Том приликом о делу Моме Капора говорили су председник Матице српске др Иван Негришорац, др Александар Јовановић, др Петар Пијановић и Ана Капор, у име Фонда Момо Капор.
Ана и Јелена Капор приредиле су књигу Породични албум, која је у едицији „Посебна издања“ издавачке куће Албатрос Плус изашла из штампе септембра 2013.
У априлу 2015. године „Политика“ је покренула иницијативу да једна улица у Београду добије име по њему, што је усвојено у јуну исте године. У Београду је 28. децембра 2016. отворен Сквер Моме Капора.
У Србији је 2020. године објављена поштанска марка њему у част.

### Задужбина „Момо Капор“
Супруга славног уметника, Љиљана Капор, основала је Задужбину „Момо Капор“ у новембру 2010. године и установила годишњу награду из области књижевности и ликовне уметности која носи његово име, као и фестивал „Момин круг“ који ће се традиционално одржавати сваке године почетком септембра.
Задужбином управља Управни одбор који чини 12 чланова, чији је председник Матија Бећковић.
Оснивање није тек пуко неговање успомене на Мому Капора, који је својим уметничким даром, сликарским и књижевним, представљао јединствен спој два талента која су га чинила тако посебним. Трагом те суштине установљена је годишња награда која носи његово име. Циљ Задужбине је и да подржи уметнике који ће у данашњем времену бити појава каква је шездесетих година 20. века био Момо Капор и какав је остао до краја живота. Трајни белег у уметности Моме Капора јесте његова суштинска, уметничка припадност „великом свету“ и његова емотивна припадност народу из којег је потекао. У том погледу, као мало ко, Момо је својим сликама и својим књигама премрежио свет. Из тог разлога, као логичан циљ Задужбине намеће се и размена у области културе и уметности и повезивање са сродним културним институцијама из целог света. Оснивање фестивала „Момин круг“ управо је у складу са овим циљем Задужбине.
Поред ова два традиционална догађаја, Задужбина „Момо Капор“ је у току прве године свог постојања организовала промоцију књиге „Легенда Капор“ у Клубу књижевника и организовала велику изложбу уља на платну под називом „Београдске приче“ у Дому Војске Србије у сарадњи са Медија центром „Одбрана“.
За организацију ове изложбе Задужбина је почетком 2012. године добила признање Министарства одбране Републике Србије;
Планирано је да се формира павиљон Моме Капора у Карађорђевом парку у оквиру којег би била галерија и легат.

### Награда „Момо Капор“
Награда „Момо Капор“ је годишње признање које додељује Задужбина „Момо Капор“ чији је оснивач супруга Моме Капора, Љиљана Капор. Награда се додељује наизменично за доприносе у књижевности и ликовној уметности, на дан рођења Моме Капора, 8. априла, у Свечаној сали Скупштине града Београда коју добитнику уручује председник Управног одбора Задужбине, Матија Бећковић. Награда је први пут додељена 2011. године за књижевност светски признатом уметнику Емиру Кустурици за роман „Смрт је непровјерена гласина“. Други добитник награде је сликар Владимир Дуњић за целокупно ликовно стваралаштво.

### Момин круг
Први фестивал „Момин круг“ одржан је у петак, 9. септембра 2011, код споменика Дафне, на Ади Циганлији у Београду. Фестивал је отворио документарни филм „Њујорк, град по мери човека“ који је један од последњих видео записа познатог Београђанина.
На фестивалу су одржане представе „Зое“, затим „Бен“ по тексту драматурга Беке Савић, а према мотивима бајке „Сања“, кабаре „Хало, Београд“ који је приредила Рада Ђуричин и концерт „Мишко Плави трио“. У плану је да овај културни догађај, који је у тесној вези с уметничким стваралаштвом Капора, наредних година постане вишедневан и традиционалан.

### Скулптура Дафне у спомен Моме Капора
На иницијативу Градоначелника Београда, Драгана Ђиласа, а по идејном решењу Љиљане Капор, 18. априла 2011. године, на Ади Циганлији је откривено спомен-обележје у част Моме Капора, 4,5 м висока скулптура „Дафне“.

## Награде
- Октобарска награда града Београда, 1992.
- Награда Народне библиотеке Србије за најчитанију књигу године, за књигу Зелена чоја Монтенегра, 1993.
- Књижевна награда „Библиос”, за књигу Блокада 011, 1993.
- Награда „Лаза Костић”, за књигу Хроника изгубљеног града, 1997.
- Награда „Светозар Ћоровић”, за роман Успомене једног цртача, 1999.
- Награда „Тодор Манојловић”, 1999.
- Награда „Борисав Станковић”, за роман Конте, 2004.
- Повеља Удружења књижевника Србије, за животно дело, 2005.
- Награда Српске књижевне задруге, 2007.
- Награда „Дејан Медаковић”, за аутобиографски спис Исповести, 2008.
- Награда „Радоје Домановић”, за укупан допринос српској књижевној сатири, 2009.
- Награде „Златни бестселер” и „Хит либрис”, које додељује РТС на крају сваке године за најчитанију књигу (укупно девет повеља).

## Дела
Дела Моме Капора према електронском каталогу НБС:
- Белешке једне Ане, 1972.
- Фолиранти, 1975.
- Провинцијалац, 1976.
- Ада, 1977.
- Лањски снегови, 1977.
- Хеј, нисам ти то причала, 1978.
- Зое, 1978.
- Скитам и причам: путописни дневник, 1979.
- Од седам до три, 1979.
- 101 прича, 1980.
- Уна: љубавни роман, 1981.
- Онда, 1982.
- Сентиментално васпитање, 1983.
- Књига жалби, 1984.
- 011-Исток-Запад, 1989.
- Хало, Београд, 1990.
- Дама скитница и off приче, 1992.
- Зелена чоја Монтенегра, 1992.
- Блокада 011, 1992.
- 100 недеља блокаде, 1994.
- Леро – краљ лептира, 1995.
- Последњи лет за Сарајево, 1995.
- Хроника изгубљеног града, 1996.
- Смрт не боли: приче из последњег рата, 1997.
- Најбоље године и друге приче, 1997.
- Успомене једног цртача, 1998.
- Ивана, 2001.
- Легенда о Табору, 2002.
- Сања, 2003.
- Чувар адресе, 2003.
- Конте, 2003.
- Леп дан за умирање, 2004.
- Досије Шломовић, 2004.
- Љубавне приче, 2004.
- Самац, 2004.
- Елдорадо, 2005.
- Путопис кроз биографију, 2006.
- , 2006.
- Драги наши, 2007.
- Исповести, 2008.
- Магија Београда, 2008.
- Како постати писац, 2010.